# Silver Wilkinson
Silver Wilkinson è un album in studio dell'autore britannico di musica elettronica Bibio. È stato pubblicato tramite Warp Records il 14 maggio 2013.
"Silver Wilkinson" deriva dal nome di una mosca da pesca al salmone, che la ragazza dell'artista gli ha mostrato. Originariamente doveva essere un titolo di una traccia, ma decise di usarlo per il nome dell'album. Bibio è un altro tipo di mosca da pesca, mentre il nome dell'artista è Stephen Wilkinson. Ciò conferisce a "Silver Wilkinson" l'impressione di essere un album omonimo.
Il 4 aprile, un video di campioni audio tratti dall'album è stato pubblicato da Warp Records.
Secondo Bibio, l'album "è iniziato con il desiderio di una nuova 'stagione', in contrasto con il precedente". Mentre sentiva che era eclettico come Ambivalence Avenue e Mind Bokeh, voleva "concentrarsi maggiormente su un suono organico e dal vivo e registrare più chitarra e altri strumenti dal vivo". Mentre la maggior parte dell'album è stata registrata e prodotta nel suo studio di casa, ha usato "una chitarra a 12 corde, un campionatore MPC, un microfono e un registratore a cassette" per registrare materiale nel suo giardino nei giorni di sole. Il singolo principale "À tout à l'heure" e il suo preferito "Dye the Water Green" sono stati due dei brani che ha trascorso una quantità significativa di tempo a registrare all'esterno.
Un seguito è stato annunciato a dicembre 2013, intitolato The Green EP. L'EP contiene 5 brani scelti dall'archivio per completare la canzone "Dye The Water Green", inclusa la traccia "Dinghy" che è stata registrata con Richard Roberts di Letherette nel 2006.
Su Metacritic, che assegna un punteggio medio ponderato su 100 alle recensioni dei critici tradizionali, il film ha ricevuto un punteggio medio del 72% basato su 20 recensioni, indicando "recensioni generalmente favorevoli".

## Tracce
1. The First Daffodils – 2:59
2. Dye the Water Green – 5:25
3. Wulf – 2:09
4. Mirroring All – 5:38
5. À tout à l'heure – 4:09
6. Sycamore Silhouetting – 3:16
7. You – 5:29
8. Raincoat – 4:08
9. Look at Orion! – 7:38
10. Business Park – 4:59
11. You Won't Remember... – 3:04
12. But I Wanted You (Japanese bonus track) – 2:07